# Buggy
Um bugue  (do inglês buggy) é um tipo de veículo automotor (automóvel), de pequeno porte, fabricado em fibra de vidro, geralmente sem portas , exclusivamente com tração traseira, utilizando de pneus grandes (R15) atrás para que possa aproveitar a máxima tração e pneus pequenos (R14) e finos na dianteira para permitir uma melhor condução. Antigamente eram montados em chassis VW( Fusca, Brasília, Variant) Hi sao Fabrícados com chassi tubular. Geralmente é usado com fins recreativos, sobre terrenos inusuais, tais como dunas, areia, grama, barro, Sendo o nordeste brasileiro onde se utiliza mais esse tipo de veículo. 
Chama-se minibugue  à versão menor, geralmente com apenas dois pequenos assentos, dos bugues tradicionais, destinada a crianças

## História

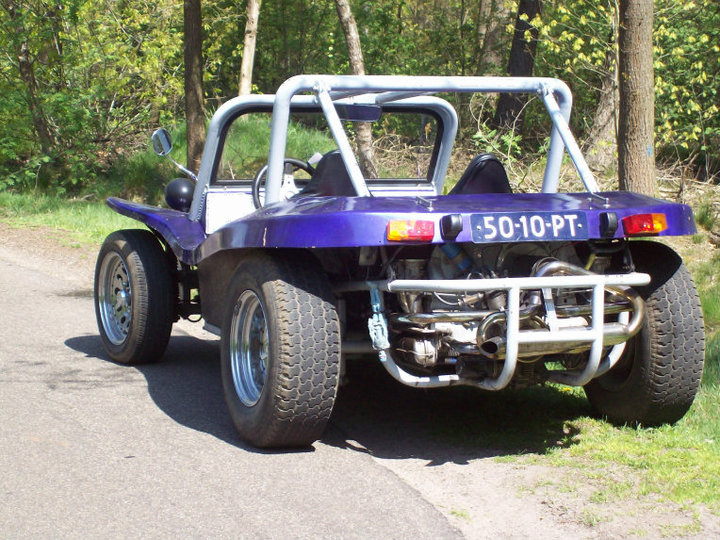
Um bugue (em inglês, buggy)

No Brasil, os primeiros bugues chegaram na bagagem de brasileiros residentes nos EUA, que traziam a carroceria dos modelos de Bruce Meyers e o montavam na mecânica do Fusca. O primeiro modelo a ser fabricado no Brasil foi o Glaspac, que era uma cópia do Meyers Manx II. A Glaspac foi criada por Donald Pacey, em 1962, e produzia peças de fibra de vidro para caminhões. A ideia de produzir buggys veio de seu amigo Gerry Cunningham. Logo após o surgimento do Glaspac, foi a vez do Kadron em 1969 onde levava chassi de VW, buguecom design brasileiro, criado pelo designer Anísio Campos, o mesmo que criou o Puma. O Kadron foi produzido na fábrica da Puma Veículos, em São Paulo, e assim como Meyers, sofreu muito com a cópia não autorizada. 
A partir destes modelos pioneiros, centenas de fabricantes surgiram nas décadas de 1970 e de 1980, que aproveitaram o momento de crescimento do mercado e a inexistência de alternativas importadas. A grande maioria destas empresas acabou fechando, por não ter condições técnicas, gerenciais ou até mesmo econômicas de manterem-se no mercado. Algumas, todavia, resistem até hoje, como  Fibravan, Bugre,  Fyber e Selvagem. E novas marcas como Wake, Cauype, Peixoto, Khaltec, etc

Somente a partir de 2008, com a resoluções 291/292 do Denatran, esta prática foi proibida para particulares. Porém,  no Nordeste, desde a década de 1980 todos os fabricantes de bugue já possuíam homologação para produzirem bugues sem a necessidade de velho e tradicional chassi VW, substituindo-o por um chassi tubular com várias inovações, como suspensão com  molas helicoidais e facilidade na manutenção dos cabos de ligação que agora ficaram embaixo do túnel removível e o chassi laminado á carroceria formando um monobloco resistente. Hoje a legislação é muito rígida e poucos fabricantes  que atendem às exigências legais de emissões e segurança. Outra fábrica que merece destaque é a cearense Fyber que, na década de 1980, inovou com um visual de linha quadradas — tendência da época e serviu de inspiração para várias outras marcas cearenses e nacionais. Hoje a fábrica voltou a produzir após uma parada no final da década de 90 e um antigo revendedor da marca lançou uma réplica com motor VW AP refrigerado a água, já que o boxer não é mais fabricado e colocou um nome alusivo: PEIXOTO/Fyber Water.

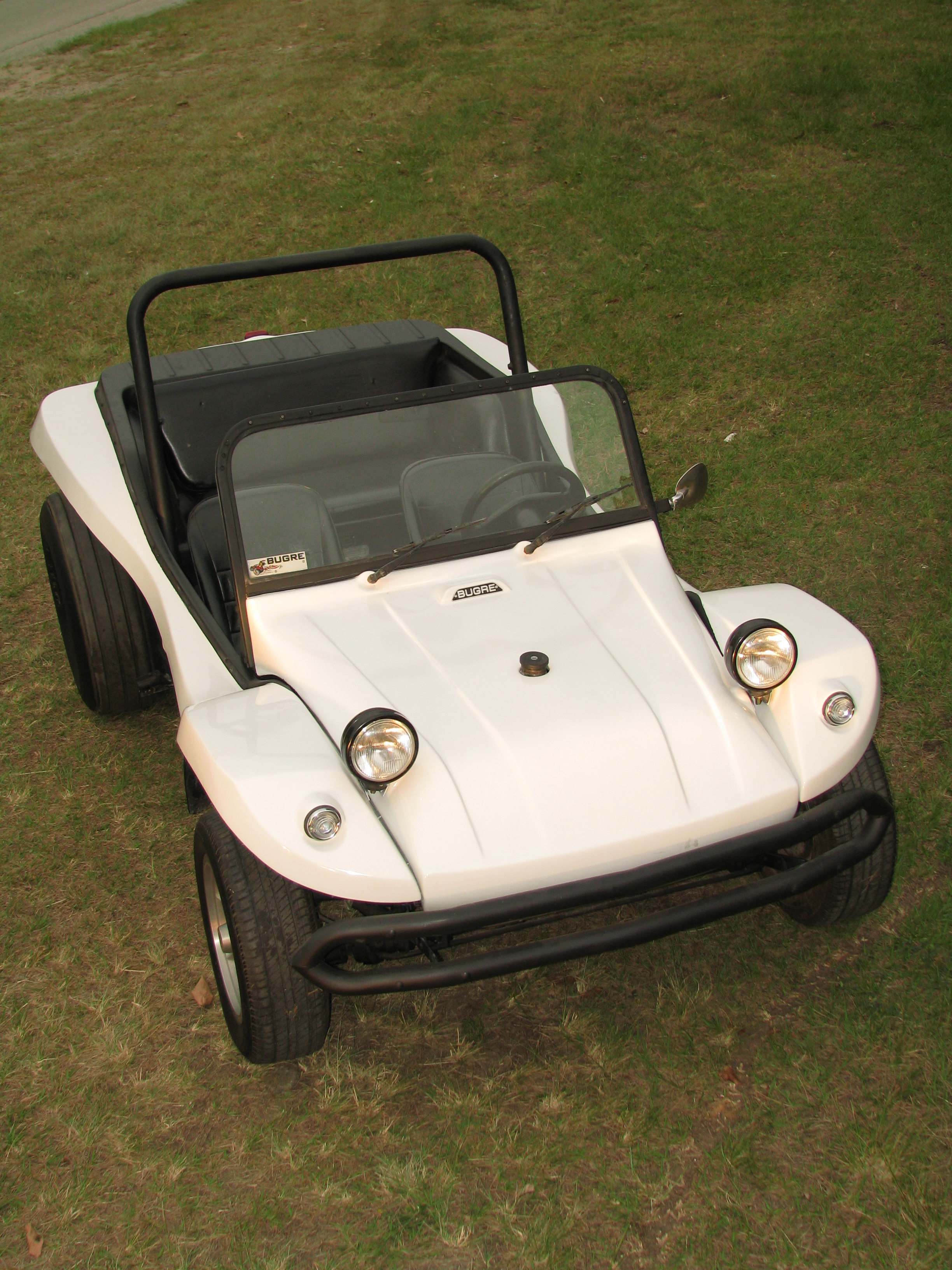
Bugue de fabricação brasileira

Também em 1969 foi lançado o Reno, projetado e produzido por Nils Armin Halboth em sua fábrica em Petrópolis, portanto igualmente um design genuinamente nacional. Caracterizava-se pelas linhas arredondadas, traseira em forma de hexágono alongado (anel do benzeno), enorme resistência, e por incorporar desde o início recursos que nenhum outro possuía. Em 1981 o Nils reformulou todo o projeto, mantendo seu desenho básico,  mas introduzindo tantas  inovações que jamais foi igualado, inclusive uma capota conversível pantográfica forrada por dentro. Os últimos Reno foram feitos em 1993. Esses três primeiros bugues fabricados em série estão reunidos numa foto do “Correio da Manhã” de 6 de abril de 1970, (a foto teve o negativo invertido, os volantes ficaram à direita), mostrando o Kadron (que na época se chamava Tropi AC), o Reno e o Glaspac na praia da Barra da Tijuca.
É muito usado nas dunas do Nordeste do Brasil, principalmente no Rio Grande do Norte e no Ceará, onde os chamados bugueiros ganham a vida dirigindo ou alugando esse tipo de veículo para turistas ou participando de clubes organizados, como o Clube do Buggy Ceará e Buggy Club do Rio Grande do Norte (BCRN), por exemplo.

## Classificação
Há bugues e minibugues de passeio, competição, areia ou trilha. Os buggies de passeio geralmente dão mais valor à beleza e não ao desempenho, são confortáveis, bonitos, com pouca ou nenhuma preparação para enfrentar dunas ou trilhas mais severas. Os buggyes de competição tem motor e suspensão preparados, muito bem fixos e não rodam na cidade, dispensando o uso dos itens obrigatórios. Existem os de arrancada, normalmente buggies com carroceria de fibra e os também utilizados para competições tipo rally, em estilo de gaiola. Os utilizados para percursos na areia tem pneus adequados, filtro de ar protegido e santo-antônio reforçado para andar em dunas. Os buggyes de trilha tem pneus lameiros, proteção contra galhos e mata, gaiola de proteção e outros equipamentos especiais, como guincho, por exemplo.

### Mini-buggy(mini-bug)
Mini Buggy (do inglês Junior Car, também chamado de Mini-Veículo, Buguinho, Mini-Carro) é um veículo para crianças, utilizado para diversão e aprendizado. Utilizam rodas e pneus aro 8 e podem andar em terrenos acidentados (off Road) ou em asfalto, dependendo do tipo de pneu escolhido. Normalmente não são muito grandes (até no máximo 2,35m de comprimento) e podem ser carregados em pickups e carretas convencionais. Em sua maioria utilizam motores estacionários, sendo da Honda, Branco, etc.. Alguns modelos, como os da Swell contam com tecnologia de ponta, dotados de suspensão independente nas quatro rodas, caixa de direção tipo Morse, rodas e peças fundidas em alumínio.
Segundo a legislação são considerados brinquedos e não podem ser licenciados junto ao DETRAN e nem circular em vias públicas, sendo assim destinados para o uso fora de estrada, em propriedades particulares. De acordo com a Lei 9.503 de setembro de 2007 que institui o Código Nacional de Transito, no seu Artº2 Parágrafo Único, são consideradas vias terrestres, as praias abertas à circulação pública, e as vias internas pertencentes aos condomínios constituídos por unidades autônomas. Portanto não é permitida a circulação desse tipo de veículo por pessoa que não seja devidamente habilitada.
Golf Buggy
Um carrinho de golfe é uma espécie de buggy muito usado em campos de golfe, numa outra versão, para que os jogadores se façam transportar. Estes tornam o desafio muito mais cômodo e evitam as longas caminhadas que caracterizam este desporto. Trata-se de um veículo compacto e também com pneus largos que oferece uma muito grande estabilidade. Recentemente, os buggies, foram adaptados a soluções de transporte de passageiros (4 a 6 pessoas), cargas várias e serviço móvel de Bar. Ainda que inicialmente tenham sido pensados para propriedades privadas, hoje são perfeitamente homologáveis. Trata-se de um veículo viável, duradouro e com inúmeras aplicações. Assim, estas características tornam-nos numa muito boa e ecológica solução para campos de golfe ou eventos. Existem várias marcas de produtores e certas empresas propõem inclusive o aluguer destes equipamentos.

#### História do mini buggy

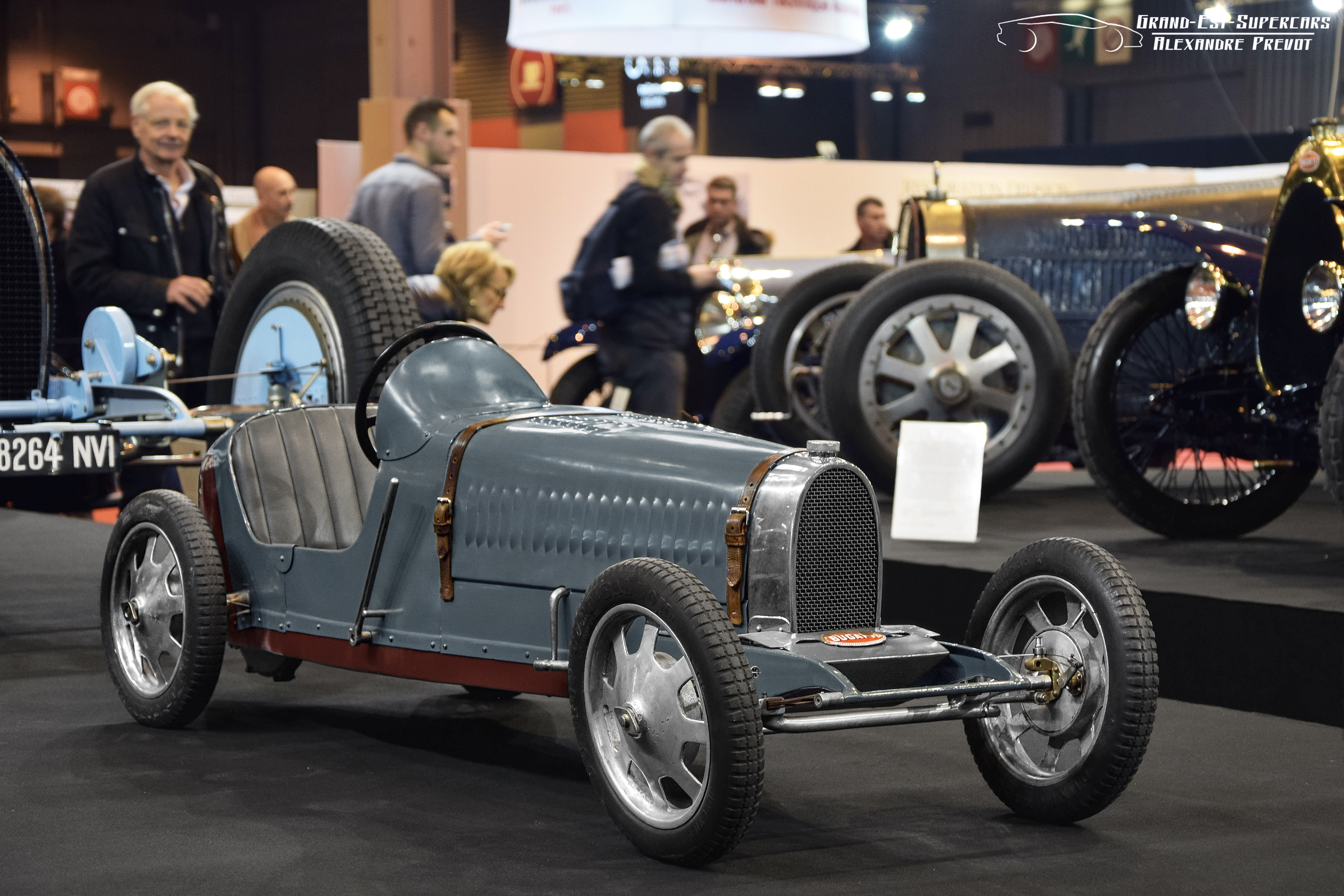
Mini buggy Bugatti Baby 52

Mini buggy, como falar deles sem comentar sobre fabricantes de automóveis como a Bugatti que no inicio do século XX inventou o mini bug.
França, o berço dos Mini Buggy
O que reis e abastados da alta nobreza compravam para seus filhos em 1927? 
Um mini buggy da Bugatti, o Bugatti Baby 52 é um brinquedo de extremo luxo, inicialmente equipado com um motor a combustão onde futuramente receberia uma versão com motor elétrico, foi apresentado no salão de Milão em 1927, foi recebido com grande entusiasmo e gerando um pequena produção em série. Foram fabricados 500 copias onde tivemos algumas no Brasil e Argentina, atualmente esse modelo esta alcançando valores de mercado incríveis chegando a ser vendido a 100 mil dólares. Sobrou pouco menos de 100 exemplares desse modelo.
Buscando uma fatia do mercado a Citroën, visando o natal de 1924 a marca lançou o seu primeiro brinquedo o Pedal car Citroënnette buscando atrair a atenção das crianças assim os tornando clientes fieis da marca. Vendo o sucesso da Buggatti e lançou seu primeiro mini buggy o Citroën C4 Citroënnette equipado com motor elétrico.em 1928.
Em novembro de 1958 a Moplast (Futura Gurgel) , pioneiro em fabricar kart de competição, lança no salão do Automóvel o primeiro mini buggy do Brasil "Gurgel JR", equipado com motor monocilíndrico Briggs de quatro tempos, 125 cm3 e 6 cv (mais tarde substituído por outro de mesma potência e projeto e produção próprios). Tratava-se de um kart “de passeio” – um chassi Mo-Kart que recebia carroceria aberta de fibra de vidro e suspensão independente nas quatro rodas. O carrinho teve muito sucesso, tendo sido fabricadas mais de 500 unidades, muitas delas exportadas, algumas até para a Alemanha e EUA.
Durante a década de 1960 algumas indústrias nacionais se destacaram na fabricação e desenvolvimento de novos produtos, entre elas a Gurgel, AVL e a Fapinha.
Curiosamente os mini veículos da época, mesmo importados, não possuíam marcha-ré. Na década de 1960 um dos fundadores da Fapinha, Sirio Tognocchi, italiano radicado no Brasil, desenvolveu um sistema de tração mista por correias, corrente, polias e pinhão que proporcionou a incorporação da marcha-ré aos mini veículos.
Fabricados artesanalmente, poucas marcas resistiram, sendo que em sua maioria eram fabricados em garagens ou oficinas.
No início da década de 1970 empresas como Sideral, AVL e Fapinha desenvolveram as primeiras réplicas de mini-formulas 1, aproveitando a conquista do primeiro Titulo Mundial de Fórmula 1 de Emerson Fittipaldi (1.972). Nesta época as corridas realizadas no Kartódromo de Interlagos tinham transmissão pela Rede Globo aos domingos, vários pilotos foram revelados para as demais categorias.
Na década de 1980 surgiram algumas marcas como Joni, Emis, Winner, Magicar, Safari, Phoenix, Cronos, Panda etc.
Hoje existem algumas marcas no mercado, com destaque para a tradicional Fapinha com mais de 50 anos de mercado. Além do mercado nacional tambem exporta seus produtos para Europa, USA e Oriente Médio, são diversos modelos de minibugues todos com tecnologia brasileira e peças de primeira linha.
Atualmente os mini veículos estão cada vez mais perto dos automóveis, mas sem deixar a essência da diversão e aprendizado para as crianças.